# Strada guidata
La strada guidata è un'invenzione dell'ingegnere Gaetano Ciocca sperimentata a Pavia nel 1935 e ufficialmente a Roma nel 1936. È una delle tante idee sviluppate nei primi decenni del Novecento per unire i pregi della guida vincolata, che consente di far circolare lunghi convogli, senza dover ricorrere all'impiantistica ferroviaria e alla necessità di ammortamento del cospicuo capitale che richiede. Chiamata anche guidovia, si propone il trasporto di un alto numero di persone o una grande quantità di merci mediante la trazione automobilistica guidata da una "monorotaia" in cemento armato, che può essere prolungata o modificata in base alle esigenze in modo più celere rispetto al binario ferroviario.
La realizzazione è del tutto diversa rispetto all'autoguidovia della Madonna della Guardia ideata da Alberto Laviosa. Mentre quest'ultima è a tutti gli effetti una tranvia extraurbana, che utilizza rotabili costruiti allo scopo e che poggiano su pneumatici invece che su ruote di tipo ferroviario, la strada guidata utilizza normali autocarri, ai quali si possono abbinare in composizione fino a dieci rimorchi dello stesso tipo.

## Contesto storico

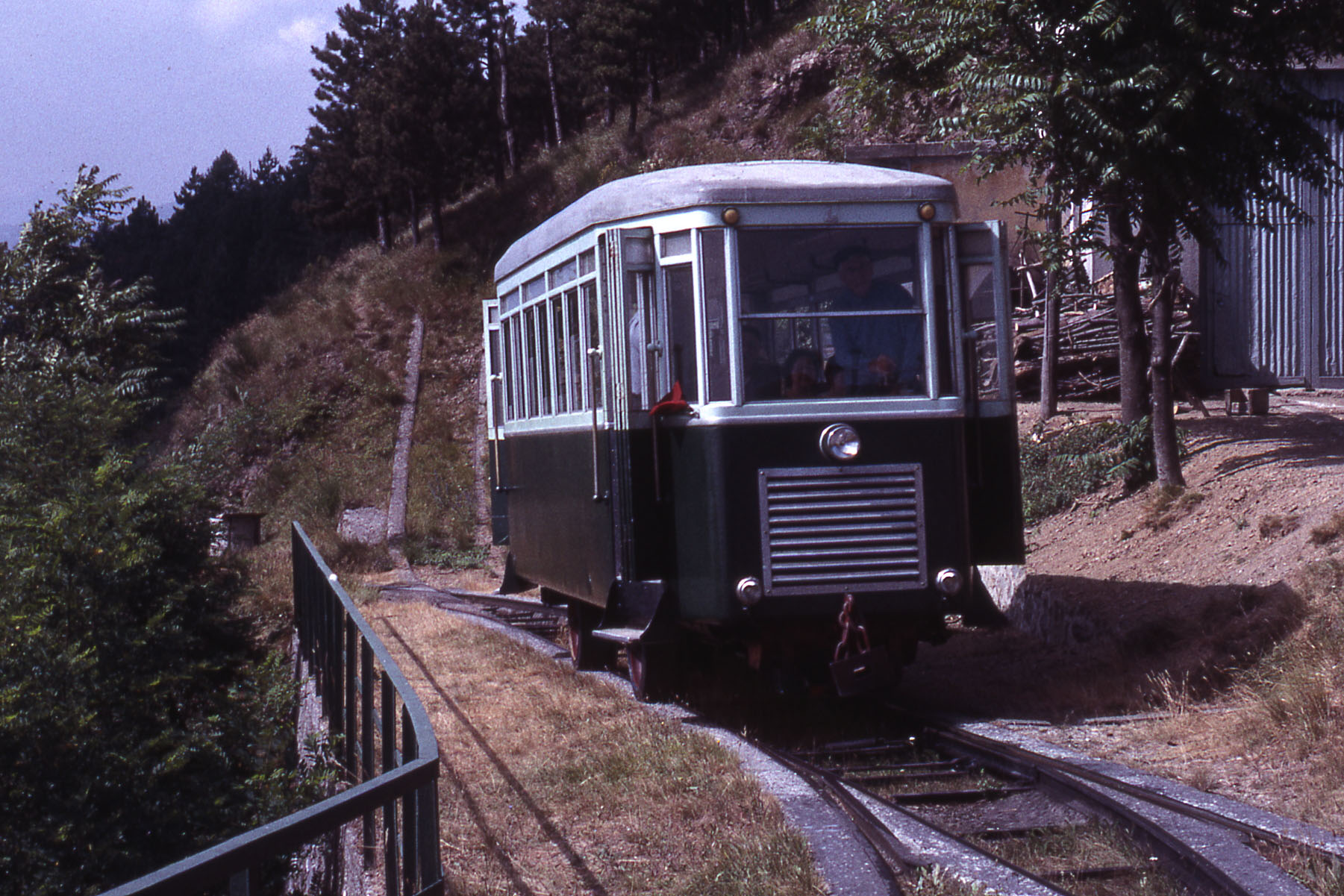
Una vettura dell'autoguidovia Laviosa, l'unica altra applicazione italiana degli pneumatici ad una composizione di tipo ferroviario

Fin dalle sue prime applicazioni, e più ancora quando si pone con forza la questione del suo sviluppo, appare chiaro che la ferrovia non può arrivare ovunque se ne ravvisi la necessità. Costosa nell'impianto, e più ancora nell'esercizio, l'impresa trova una logica giustificazione nei collegamenti a grande traffico a lunga distanza, e tali sono le occorrenze cui lo Stato mette mano, dando ovviamente luogo al risentimento dei territori trascurati dalla rete nazionale in formazione. Di questi ultimi si interessa l'iniziativa privata, solitamente rappresentativa di interessi e capitali stranieri, in ciò sostenuta dalla volontà politica di sostenere con appositi contributi la costruzione di una rete ferroviaria complementare, da costruirsi con rigidi criteri di economia al pari dell'esiguità dei traffici che si prevede di servire. Queste linee minori si sviluppano parallelamente alla ferrovia ordinaria, con varie esemplificazioni che dovrebbero ridurre i pesanti oneri che la strada ferrata ha sempre portato con sé. Si concretizzano nella ferrovia cosiddetta economica, una struttura semplificata rispetto alla complessità che vanno assumendo le linee ordinarie, e più ancora nella tranvia extraurbana, che con la ferrovia condivide il solo principio di funzionamento.
Gli interessi particolari che ruotano attorno alle imprese ferroviarie, terreno di facile speculazione per affaristi e politici, spingono però lo sfruttamento della strada ferrata ben oltre quei limiti della struttura semplificata che già allora sembravano invalicabili. I due sistemi, teoricamente del tutto diversi per prestazioni, esercizio, durata della concessione e ammontare dei contributi, stante la comune finalità di voler assicurare collegamenti d'interesse locale, spesso attraversando territori impervi e diretti verso centri abitati minori, giungono infatti ad una confusione di ruoli che la legge non ha mai avuto grande interesse a dirimere. Questo accade perché quando prende corpo l'idea della ferrovia complementare, nel 1879, i confini della grande città sono già stati superati dalla tranvia extraurbana, la quale approfitta di tale classificazione per installarsi sulle strade pur con caratteristiche e prestazioni tipicamente ferroviarie.

## Lo sviluppo dell'idea
I primi studi relativi alla strada guidata risalgono al 1922. L'ingegnere Ciocca ha una vasta esperienza nel campo dei trasporti, accumulata lavorando all'Ansaldo di Cornigliano Ligure e più ancora alla Carminati & Toselli di Milano, società attiva nel settore della costruzione di rotabili tranviari e ferroviari, dove è ingegnere capo. L'idea matura negli anni della grande guerra, che ha combattuto da volontario sul fronte del Carso, per la difficoltà di collegamento delle ferrovie con le zone di operazione. Le linee ferroviarie, rigide sul proprio tracciato, non possono infatti avanzare alla stessa velocità delle truppe, specie nei momenti dell'azione, e col termine dei binari si ferma anche la celerità dei rifornimenti. "L'ideale", scrive l'inventore, "sarebbe stato che i carri ferroviari, giunti al termine dei binari, potessero proseguire sulla strada ordinaria prontamente riattata. Per questo si sarebbe dovuto trasformare radicalmente la ferrovia, sostituendo alle rotaie un pavimento come quello delle strade e cerchiando le ruote delle locomotive e dei carri con la gomma."
In un primo memoriale, inoltrato il 2 dicembre 1922 all'autorità militare e rimasto senza risposta, l'idea è già quella di far circolare un autocarro e un gran numero di rimorchi su una strada dotata di un binario in cemento armato, le cui specifiche vanno però ancora perfezionate, con opportuni organi di aggancio da sistemare nel sottocassa dei veicoli. La mancata risposta non scoraggia l'inventore, che anzi perfeziona ulteriormente la sua idea proponendo alcune specifiche relative ai veicoli da utilizzare, ma anche il secondo memoriale del 1928 rimane lettera morta.
Convinto assertore della sua idea, Ciocca la esporta anche al di fuori dei confini dell'Italia e trova finalmente un riscontro nel 1932, quando il Commissariato Sovietico dei Trasporti gli dà l'incarico di costruire una linea sperimentale a 40 km da Mosca, un raccordo per il trasporto merci tra due cave e una stazione ferroviaria distanti 12 km. La risonanza dell'avvenimento sulla stampa tecnica dell'epoca, specie sul punto della maggiore economicità dell'impianto rispetto alle linee su rotaia, attira l'interesse personale di Mussolini, che nel 1929 ha modificato in senso restrittivo le norme sulle tranvie extraurbane vietando la concessione di nuovi impianti. Il duce presiede ad interim il Ministero della guerra e ritiene che la strada guidata possa essere utilizzata con profitto nelle terre dell'Africa che nelle sue intenzioni deve diventare italiana. La prima sperimentazione italiana viene così approntata a Pavia, su un percorso circolare di 28 metri di raggio, dove viene fatto circolare un autocarro Ceirano dotato di apposito dispositivo di guida realizzato dal Genio Militare locale.
La strada costruita a Pavia è costituita da un fondo in calcestruzzo largo 2,70 metri che reca al centro una guida in cemento armato. Quest'ultima, di forma squadrata, è alta 23 cm e larga 66, dotata ogni tre metri da un giunto in cemento e asfalto, e serve a guidare i veicoli su cui è installato un dispositivo a ruotine mobili rivestite in gomma. Il sistema di guida della motrice non viene modificato di modo che sia possibile utilizzarla anche al di fuori della pista, tuttavia lo sterzo è qui azionato automaticamente dal carrello montato nel sottocassa, in maniera proporzionale al raggio di curvatura che, al contrario delle linee su ferro, può scendere sotto il limite convenzionale dei 50 metri. "Il congegno di guida", scrive l'ing. Ciocca, "è risolto applicando delle ruote orizzontali a gomme piene al ponte anteriore degli autocarri, ruote che corrono contro una pista sagomata di calcestruzzo di semplice e rapida costruzione. Lo scopo è di permettere innanzi tutto dei traini di rimorchi di circa sei pezzi su un tracciato regolare e di non stancare gli autisti con estenuanti ore di sterzo lungo strade non sempre praticabili".

## La sperimentazione a Roma

Il territorio dell'Africa Orientale Italiana

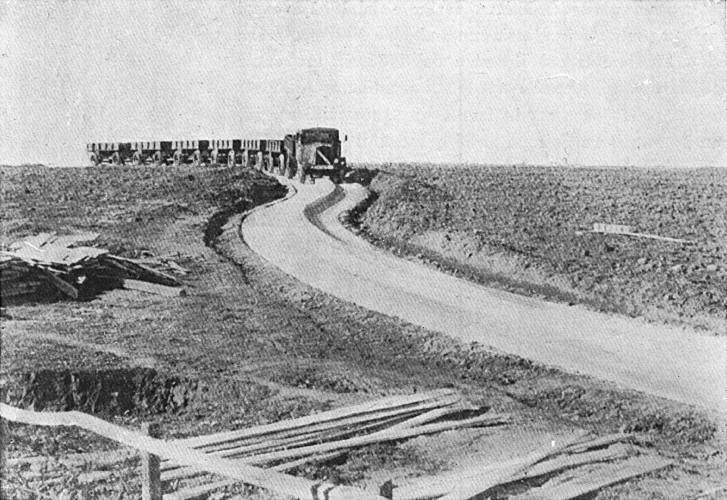
La sperimentazione in via di Acquafredda, nella zona dell'attuale quartiere romano Montespaccato

La prova dà un buon esito, specie sul lato economico. Un fondo in calcestruzzo e una guida in cemento armato costano molto meno di un impianto ferroviario, e non richiedono rotabili costruiti con specifiche adeguate al tracciato, spesso oltremodo costose. Nel 1936 la possibilità di disporre di una infrastruttura percorribile da normali veicoli stradali di serie porta alla personale decisione di Mussolini di inviare l'ing. Ciocca in Etiopia a ostilità ancora in corso per studiare una rete di collegamenti da costruire in breve tempo nel territorio della colonia italiana. L'inventore vi rimane per circa un anno, dall'aprile 1936 al febbraio 1937, durante il quale la pratica passa dal Ministero della guerra a quello dell'Africa italiana. Il suo incarico, con una guerra ormai alle porte, è quello di studiare una serie di collegamenti che interessino tutto il territorio dell'Africa Orientale Italiana, dove i circa 90 000 militari ivi dislocati operano in diversi e sterminati scacchieri operativi, da ciascuno dei quali è impossibile intervenire in aiuto di altri settori in difficoltà a causa della assoluta inesistenza di collegamenti.
L'ing. Ciocca studia una serie di collegamenti tra le principali città e da queste alla costa, ma per poter compilare dei veri e propri progetti operativi ha bisogno di effettuare una sperimentazione più accurata rispetto alle prove di circolazione fatte a Pavia. A tale scopo, avvalendosi della collaborazione della Federazione fascista del cemento, viene costruito un nuovo percorso sperimentale alle porte di Roma, nella zona della Borgata Fogaccia (l'attuale quartiere di Montespaccato) su terreno concesso dal conte Pietro Fogaccia, direttore della summenzionata federazione, dove viene approntato un percorso non più circolare di circa 500 m, di caratteristiche similari a quello del 1935 ma dotato di pendenze e doppie curve di raggio stretto, di un ponticello e di alcuni scambi in piena linea. Nelle intenzioni dell'inventore i treni automobilistici, ora formati da una motrice Fiat 634 che traina fino a dieci rimorchi stradali di costruzione Viberti, devono poter raggiungere e superare i 200 km/h e le prove, alcune effettuate alla presenza di Mussolini e di Vittorio Emanuele III, sembrano dovergli dare ragione.
Degno di nota il particolare che i veicoli sono ora dotati di doppio respingente di tipo ferroviario.

## L'abbandono del progetto

L'autocarro Fiat 634, tra i più grandi e potenti allora disponibili

I costi di costruzione e di esercizio oltremodo ridotti rispetto alla ferrovia, la possibilità per i convogli di affrontare pendenze impossibili per la strada ferrata, e non ultimo la possibilità di far passare parte dei convogli dalla pista alla strada ordinaria, rendono la "guidovia", come ora viene chiamata, un'infrastruttura concorrenziale alla rotaia, ma gli autocarri hanno lo svantaggio di essere grandi consumatori di carburante, e l'idea fa presto a scontrarsi coi provvedimenti di risparmio adottati dal governo. Dopo aver spianato la strada alle autolinee, Mussolini è stato infatti costretto a tornare in parte indietro sulle sue decisioni imponendo restrizioni nel consumo e promuovendo l'introduzione del filobus e degli autobus con alimentazione a gasogeno. L'idea viene accantonata a causa dei costi sempre più alti delle importazioni, dovuti alla crisi economica degli anni '30 e alla minaccia delle sanzioni per l'impresa africana.
Nonostante l'idea di utilizzarla anche per il trasporto locale viaggiatori, l'idea di Ciocca non è più stata riproposta; i resti della guida in cemento armato sopravvivono tuttora, all'interno del quartiere residenziale sorto nel dopoguerra.

## Galleria d'immagini

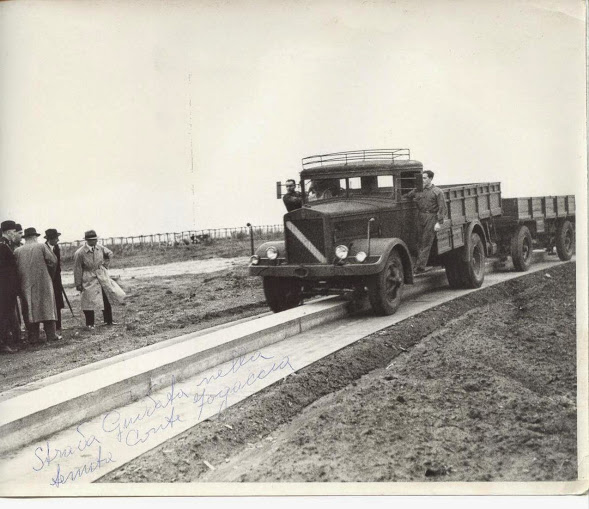
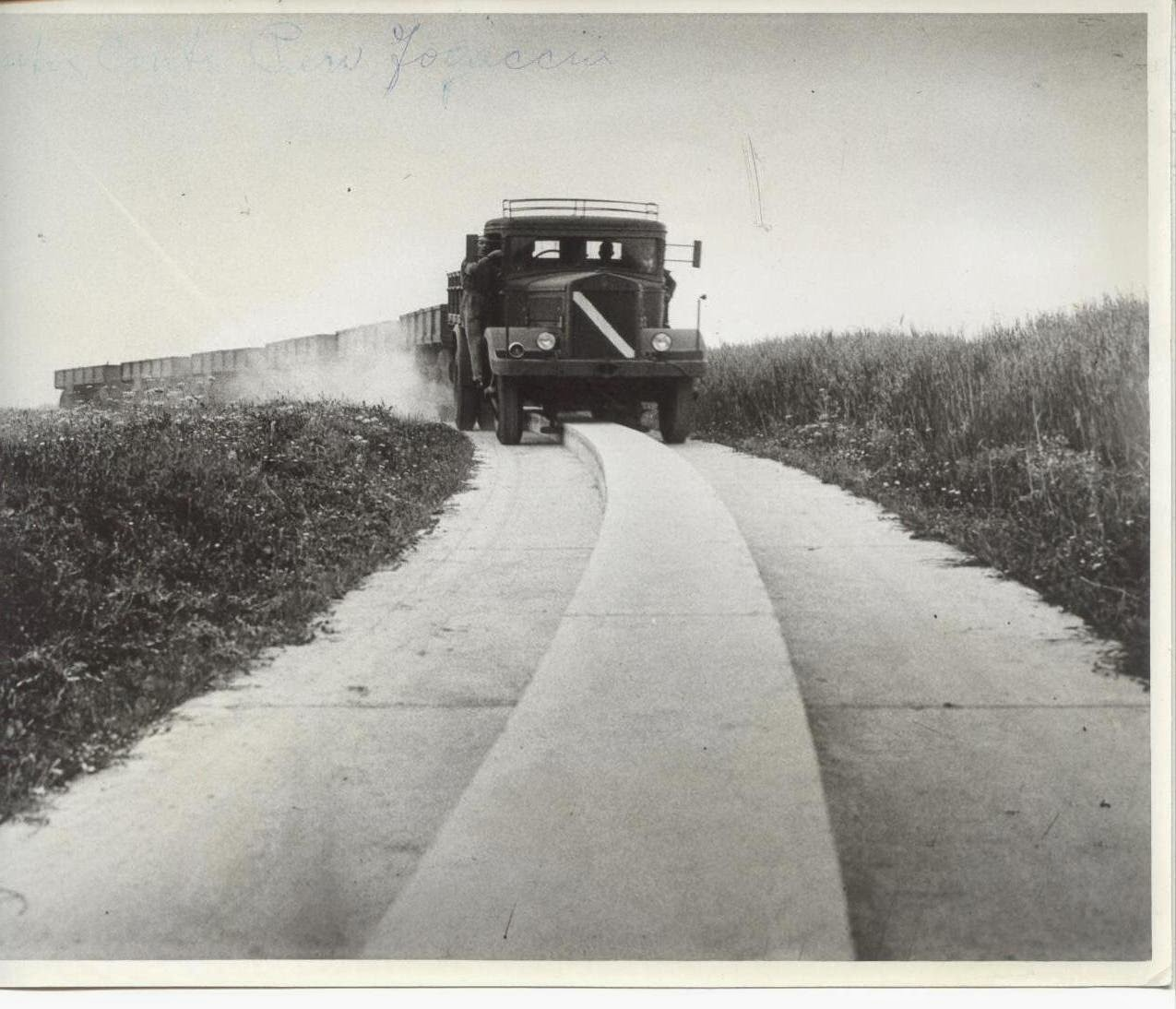
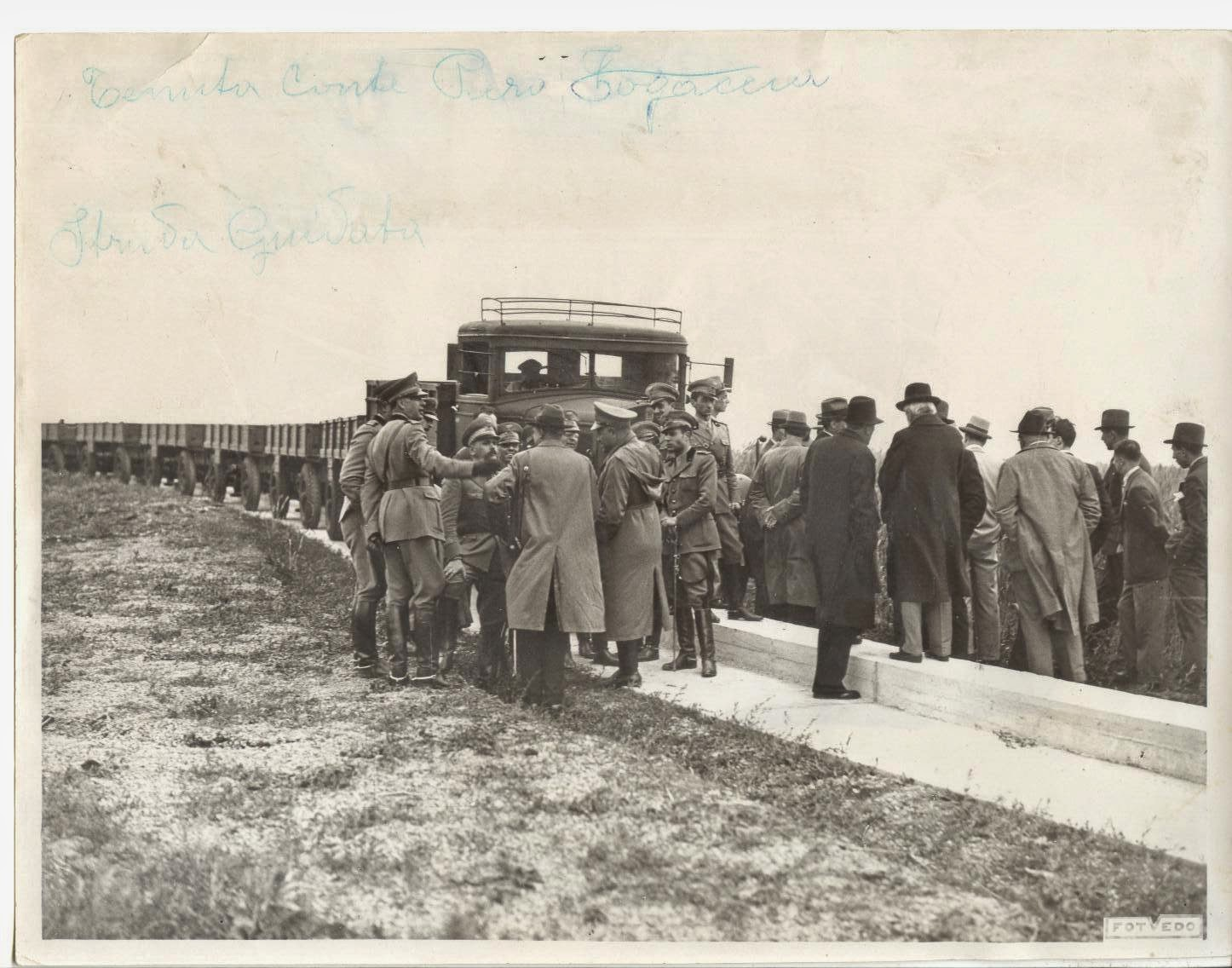